# Cratere Haoso
Haoso è un cratere sulla superficie di Rea.